# Bèlpuèg (Alta Garona)
Bèlpuèg (oficialment Beaupuy) és un municipi occità del Tolosà, en el Llenguadoc, situat en el departament de l'Alta Garona, a la regió d'Occitània.